# New International Encyclopedia

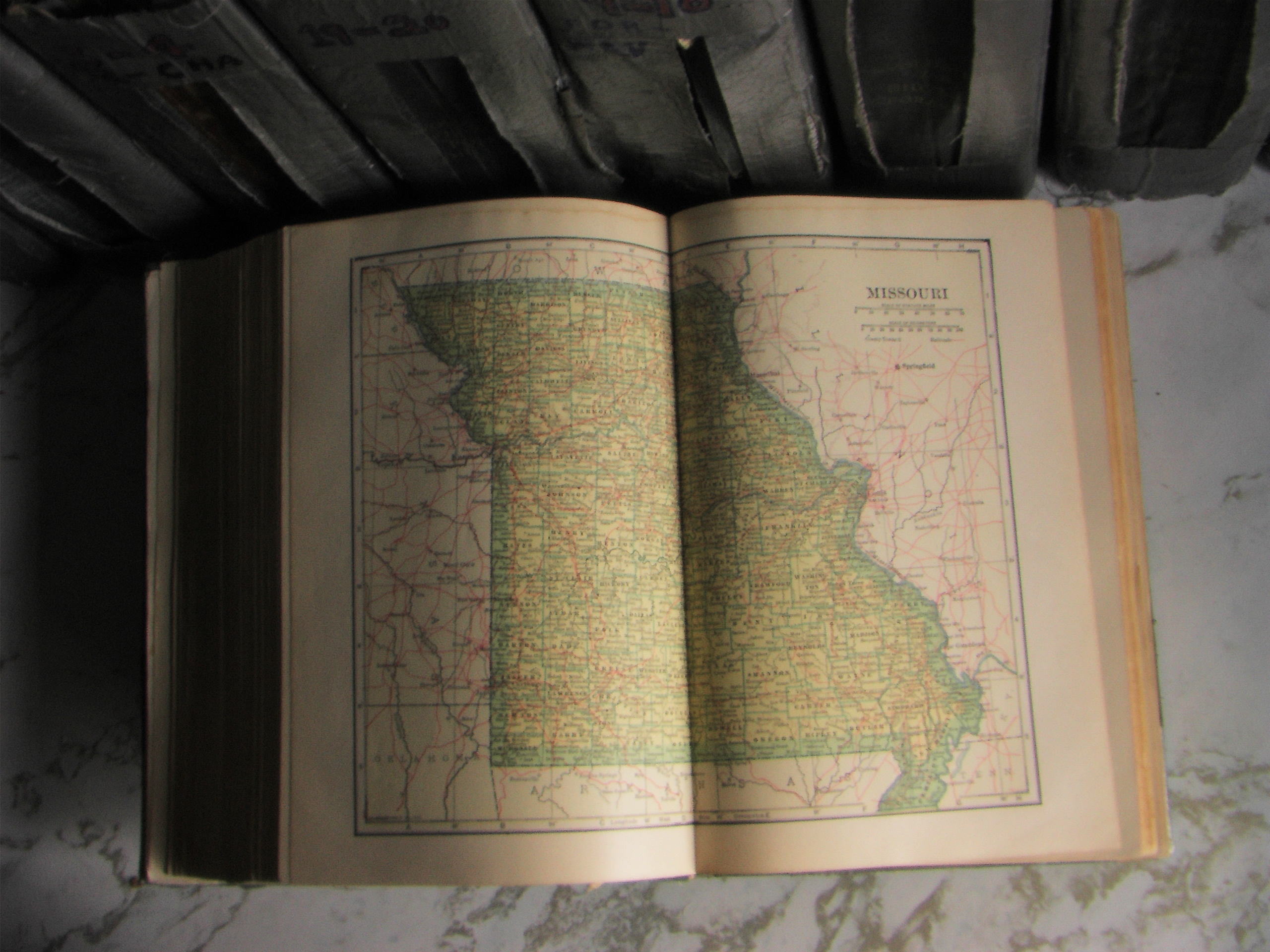
Missouri

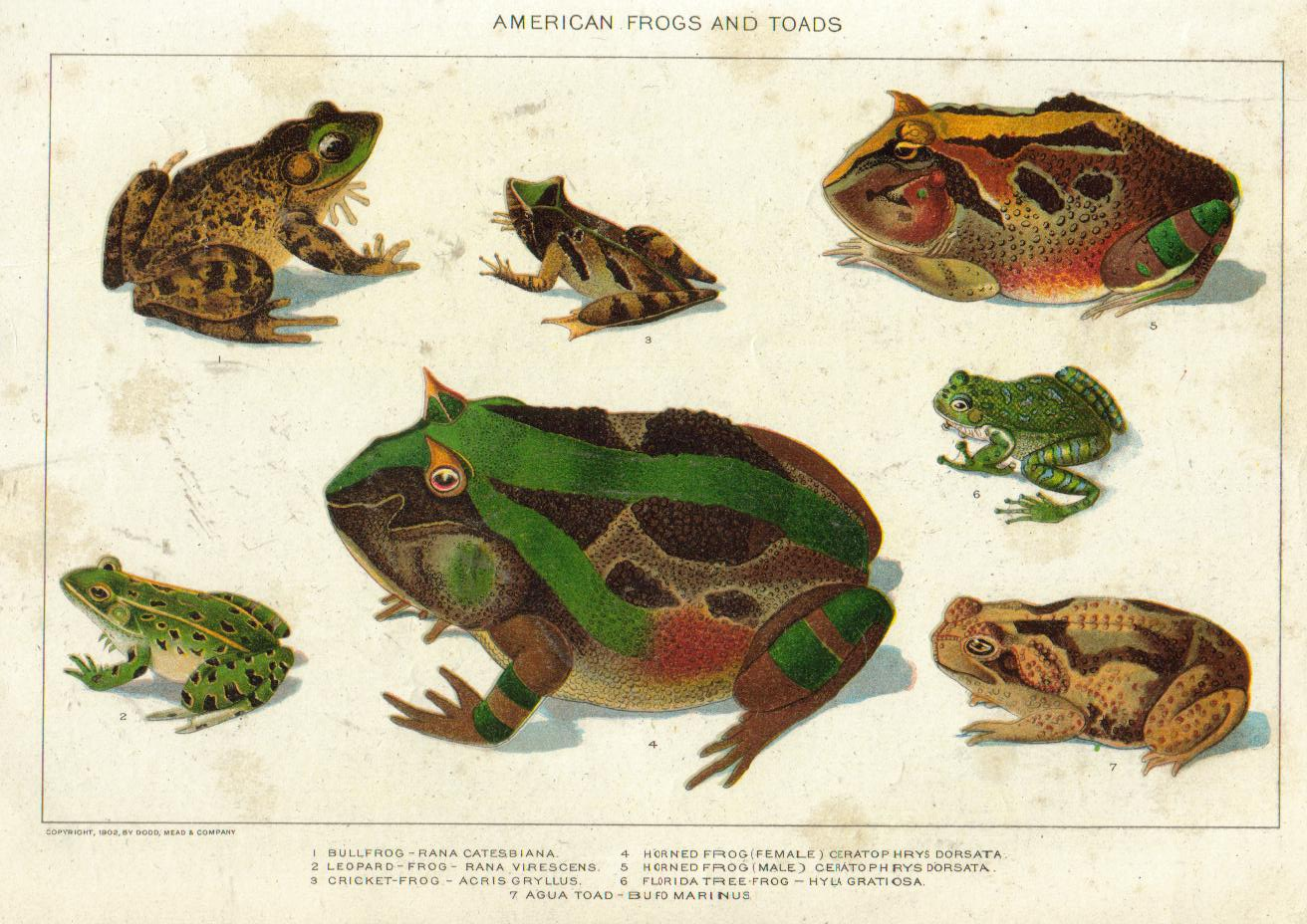
Espècies de granotes

La New International Encyclopedia és una enciclopèdia nord-americana inicialment publicada en 1902 per Dodd, Mead and Company. Provenia de la International Cyclopaedia, de 1884.
La New International Encyclopedia va ser ampliada de 17 volums a 20 l'any 1906; i la 2a edició va aparèixer l'any 1914 en 24 volums.
El contingut de 1926 va ser imprès a Cambridge, Massachusetts per la The University Press. La Boston Bookbinding Co. de Cambridge va elaborar les cobertes. Comprèn L'enciclopèdia es comprèn de tretze llibres en vint-i-tres volums, incloent-se després un suplement pel volum 23. Cada text conté prop de 1.600 pàgines.
Gran part del material biogràfic es va registrar en la New International Encyclopedia. Així, per exemple, s'inclou en el suplement de l'edició de 1926 una primerenca descripció d'Adolf Hitler i les seves activitats de 1920 a 1924. Molts noms i descripcions científiques de plantes i animals són obsolets.
Conté nombrosos mapes desplegables en color de nacions, colònies i protectorats que van existir a principis del segle XX. Aquests mapes són valuosos per les seves dades de fronteres nacionals i colonials a Europa, Àsia i Àfrica en l'època de la primera guerra mundial. Contenia abundants dibuixos, il·lustracions i fotografies.

## Història
La New International Encyclopedia va ser la successora de la International Cyclopaedia, 1884.
Inicialment, la International Cyclopaedia va ser en gran part una reimpressió de la Biblioteca del Coneixement Universal de Alden, la qual era una reimpressió de la britànica Chambers's Encyclopaedia amb addicions nord-americanes (incloent moltes entrades biogràfiques de ciutadans nord-americans).
La International Cyclopaedia va ser molt millorada pels editors Harry Thurston Peck i Selim Peabody, canviant-se el títol a New International Encyclopedia l'any 1902, amb els editors Harry Thurston Peck, Daniel Coit Gilman, Frank Moore Colby.
A 1906, la New International Encyclopedia va ser ampliada de 17 a 20 volums.
La 2a edició va aparèixer l'any 1914 amb 24 volums, posada a punt amb nous tipus i revisada a fons. Posseïa abundant quantitat de biografies.

## Contribuents i editors
Més de 500 editors i editores, van compondre i van presentar la informació continguda en la New International Encyclopedia.
Editors de la Primera Edició
- Daniel Coit Gilman, LL.D., president de Johns Hopkins University (1876-1901), President de la Carnegie Institution
- Harry Thurston Peck, Ph.D., L.H.D.
- Frank Moore Colby, M. A., abans professor a New York University

Editors de la Segona Edició
- Frank Moore Colby, M. A.
- Talcott Williams, LL.D., L.H.D., Litt. D. Director de l'Escola de Periodisme, Columbia University